# Straßenmalerei

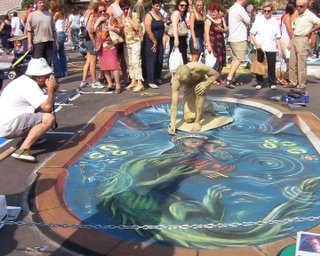
Bild von Manuel Bastante, Pantomime Pablo Zibes, Festival Mantova, Italien

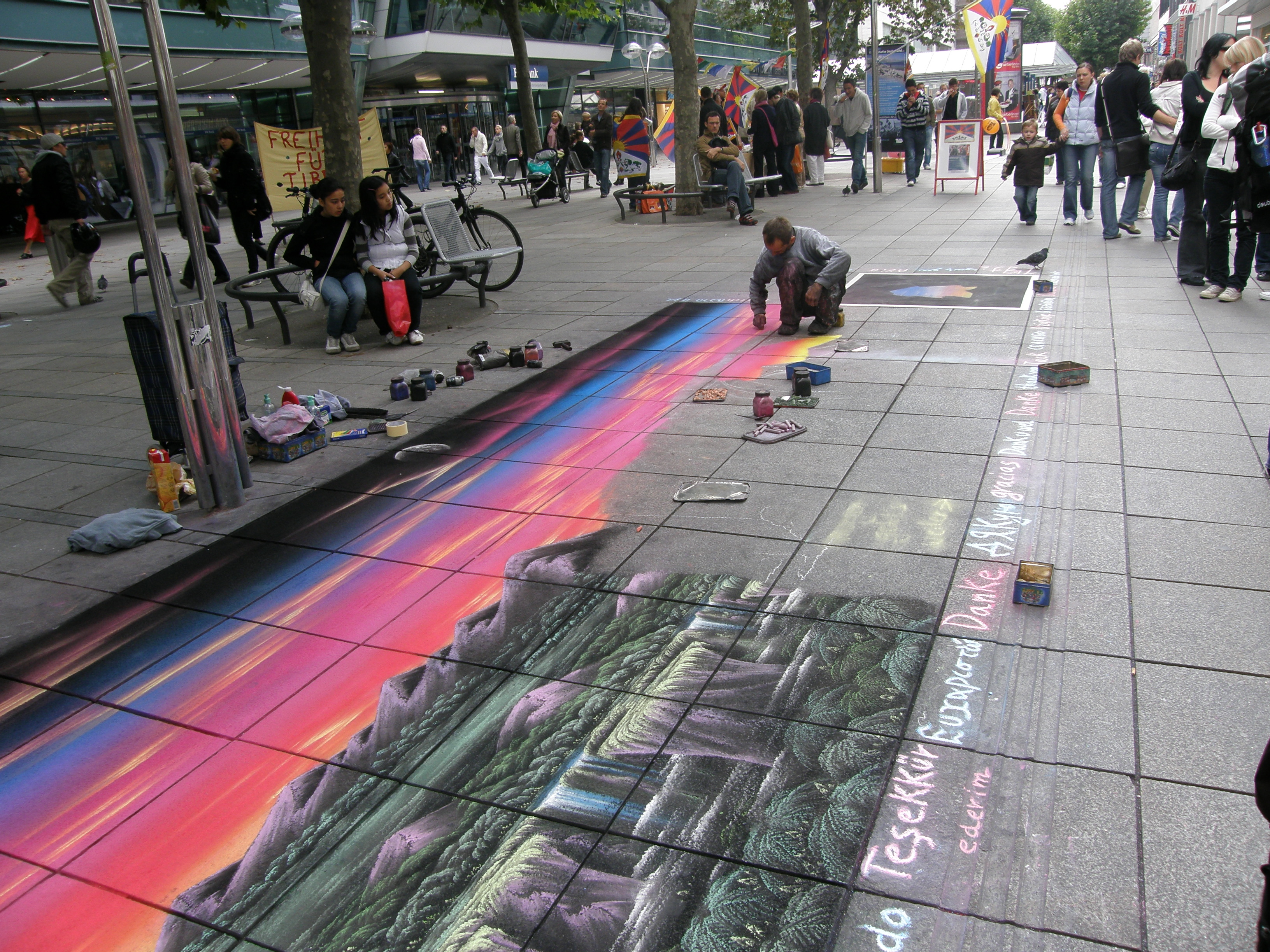
Straßenmaler im Prozess mit dem typischerweise nur halbfertigen Bild

Straßenmalerei, auch Pflastermalerei, bezeichnet mit Pastellkreide oder Farbpigmenten gemalte Bilder auf Asphalt oder anderen versiegelten Bodenflächen.

## Allgemeines
Die Straßenmalerei ist eine sehr alte Form der Straßenkunst. Sie ist damit einerseits der Streetart verwandt, von der sie sich aber andererseits in mehrfacher Hinsicht unterscheidet, etwa im Selbstverständnis der beteiligten Akteure bzw. Künstler und auch darin, dass in der Regel öffentlich sichtbar betrieben wird und ein breites Publikum ansprechen will. Wegen der verwendeten Materialien, Tafel- und Pastellkreide oder mit dem Pinsel aufgetragene Pigmente, die nur in seltenen Fällen auf dem Straßenbelag leicht fixiert werden, ist das Ergebnis nur kurz haltbar. Dies sowie auch die Tatsache, dass sie bevorzugt in Fußgängerzonen und anderen, straßenverkehrsfernen öffentlichen Bereichen auf dem Boden angebracht wird, kann sie vor Konflikten mit Behörden und Eigentümern schützen, wie sie beispielsweise bei Graffiti oft zu Rechtsproblemen führen.
In der Regel finanzieren sich die Künstler von Straßenbildern, während sie an den Kunstwerken arbeiten, mit Spenden der Passanten – das haben sie mit anderen Straßenkünstlern gemein.
Straßenmalerei ist weltweit verbreitet. Ein traditioneller Platz in Deutschland, an dem über Jahre fast immer Straßenmaler anzutreffen waren, war die Kölner Domplatte. Auf den großen Granitplatten vor dem Dom bot sich genug Platz, um große Bilder zu malen, ohne den Passantenstrom zu behindern. Nachdem es gleichwohl immer wieder zu Konflikten gekommen war, erklärte die Stadt Köln zum 17. Dezember 2024 die Domplatte zu einer Schutzzone, in der seither Straßenmalerei verboten ist.
Der Untergrund und die Örtlichkeit sind für Straßenmaler wichtig, da nicht jeder Ort geeignet ist, um ansprechende Kreidebilder zu malen und gleichzeitig noch genügend Passanten zu interessieren, welche durch ihre Bemerkungen und Spenden deren Arbeit erst Motivation und Sinn geben.

## Geschichte der Straßenmalerei
Obwohl die Geschichte der Straßenmalerei nachweislich mehrere Jahrhunderte umfasst, ist nur wenig Konkretes über ihre Hintergründe und die Veränderungen, die sie im Laufe der Zeit durchgemacht hat, bekannt. Sie entstand vermutlich im Italien des 16. Jahrhunderts im Umfeld von religiösen Prozessionen und Feiern, bei denen religiöse Motive, insbesondere Mariendarstellungen, auf die Straßen und an Wände gemalt wurden. Dieser Tradition verdanken die italienischen Straßenmaler ihren bis heute üblichen Namen: Madonnari (von „Madonna“, italienisch ebenso für „Muttergottes“ bzw. Maria, Mutter Jesu ebenso wie für das Marienbildnis). Die Kunstgeschichtsschreibung kennt bislang jedoch weder Namen einzelner Madonnari noch die Rezeptionsgeschichte dieser frühen Form der Kunst im öffentlichen Raum. Im deutschsprachigen Raum beginnen sich Kultur- und Kunstwissenschaften sowie Kunstpädagogik erst ab den 1970er Jahren für Straßenmalerei zu interessieren; bereits damals und zunehmend in späteren Dekaden wiederum stehen jedoch andere Formen der Straßenkunst wie Straßentheater und vor allem Streetart im Mittelpunkt kulturwissenschaftlicher Aufmerksamkeit.
An der eher traditionellen Ausrichtung der Straßenmalerei hat sich bis heute nicht viel geändert. In den Fußgängerzonen der Städte sind die meisten der aufs Pflaster gemalten Bilder Kopien von Gemälden, die tief im kollektiven Bewusstsein verankert sind. Leonardo da Vinci, Botticelli, Raffael, Tizian, Rubens oder Rembrandt van Rijn und andere Alte Meister sind insbesondere in Europa fester Bestandteil des Repertoires. Werke der klassischen Moderne oder gar der zeitgenössischen Malerei gehören dagegen selten zum Motivfundus der Straßenmaler von heute, deren eher konservative ästhetische Präferenzen abhängig sind vom Wiedererkennungswert und von der malerischen Virtuosität, die das Original ihnen abverlangt. Zudem spielt bei Werken der jüngeren Kunstgeschichte das Urheberrecht eine Rolle. Bei den handwerklichen Fähigkeiten gibt es wie in allen Straßenkunst-Bereichen recht große Unterschiede, die auch den Passanten nicht verborgen bleiben. Einem guten Straßenmaler sieht man es zwangsläufig an, dass er sein Handwerk versteht, worauf im Metier dementsprechend großen Wert gelegt wird. Dies spiegelt sich auch in den Straßenmalerei-Wettbewerben wider.

## 3D-Straßenmalerei

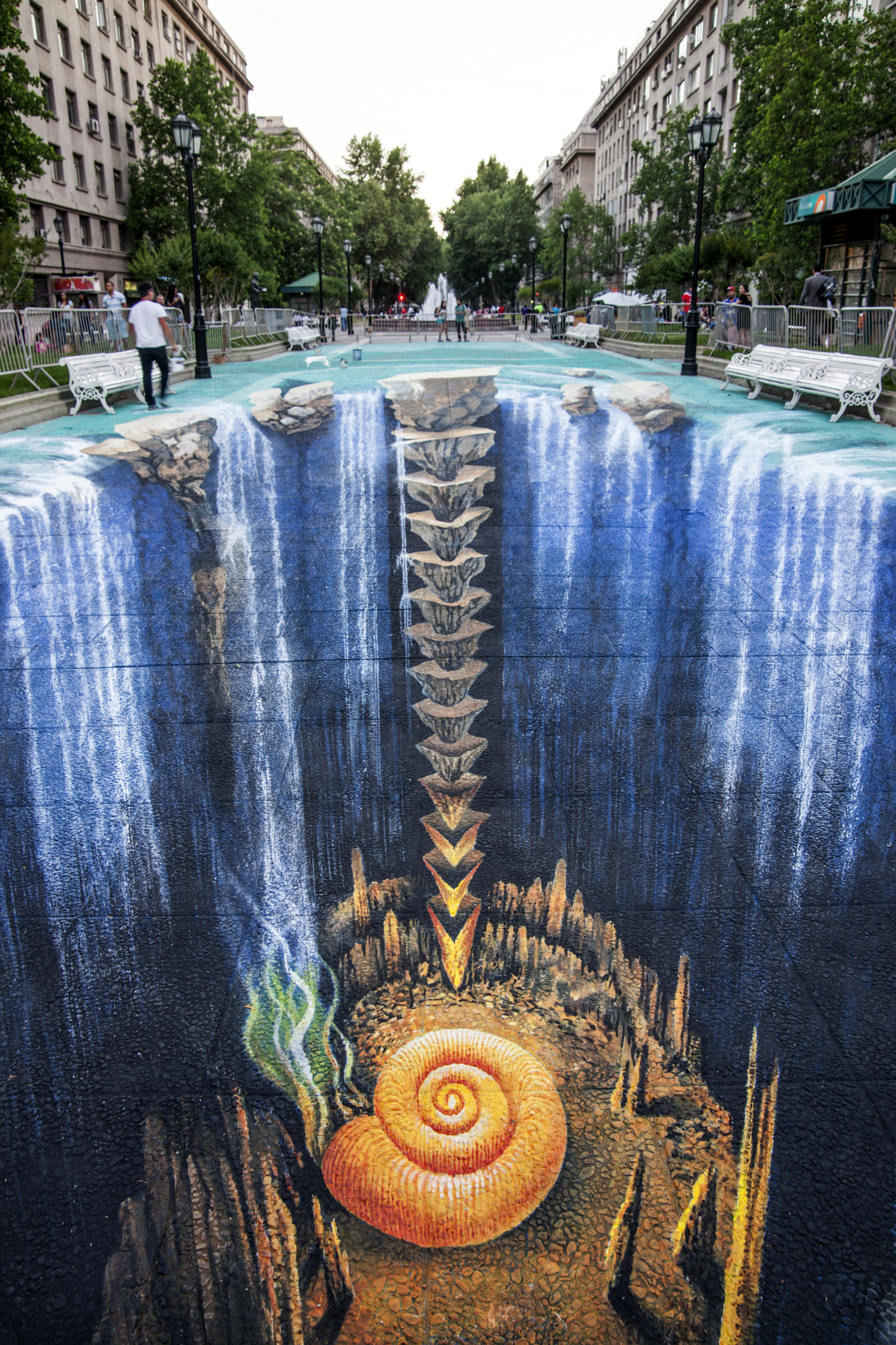
Bei einem 3D Straßenbild sieht man den 3D Effekt nur von einem bestimmten Punkt aus. Von oben oder von der Seite fotografiert wirkt das Bild flach.

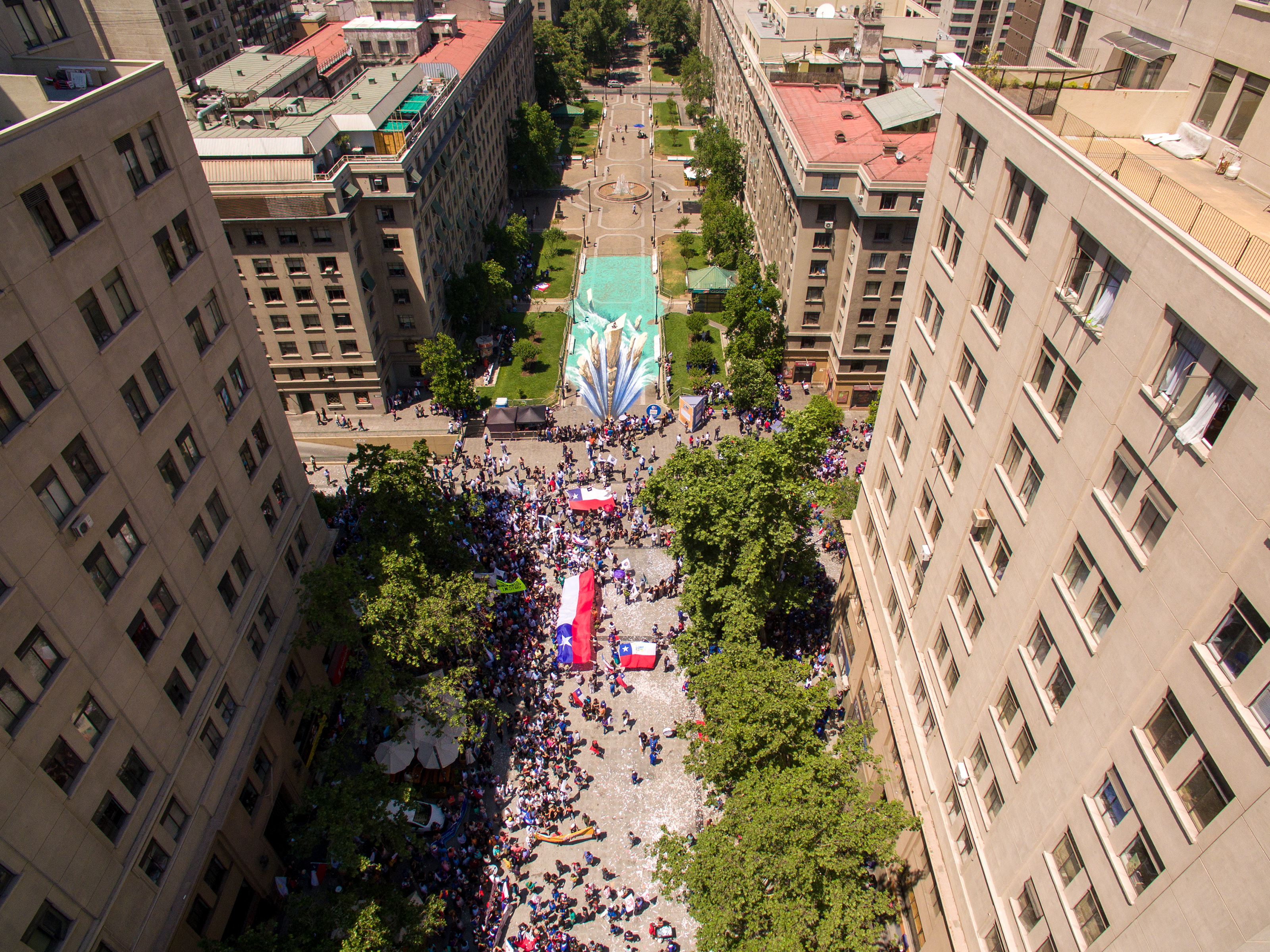
Das gleiche Bild von oben fotografiert-

Durch diese Technik lassen sich Straßenbilder schaffen, bei denen Passanten den Eindruck bekommen, dass es tatsächliche, dreidimensionale Objekte seien, welche sie vor sich auf oder gar im Boden zu sehen meinen. 3D-Straßenmalerei ist seit etwa Mitte der 1980er Jahre auf Bürgersteigen und Plätzen in Städten weltweit zu finden; zu den bekannten Pionieren in diesem Feld zählen der US-Amerikaner Kurt Wenner und der Brite Julian Beever. Zeichentechnisch liegt den 3D-Bildern die Längenanamorphose zu Grunde, eine spezielle Form der Anamorphose: Hierbei wird ein Betrachterpunkt bestimmt, von dem aus das Bild verzerrt auf den Boden gemalt wird. Macht man dann ein Foto von diesem Punkt, entsteht ein dreidimensionaler Eindruck. Diese Illusion wird nur von diesem anfangs gewählten Standpunkt und Blickwinkel funktionieren. Tritt man einen Schritt zur Seite oder schaut von oben auf das Bild, erscheint es nicht länger dreidimensional mit räumlicher Tiefenwirkung, sondern flach und verzerrt.

## Wettbewerbe
Freie Entwürfe sind in den Fußgängerzonen nur selten zu sehen, doch gibt es für Straßenmaler durchaus Gelegenheiten, ihre Arbeiten einer interessierten Öffentlichkeit vorzustellen.
Solche Möglichkeiten bieten beispielsweise zahlreiche Wettbewerbe für Straßenmaler weltweit. In Deutschland zählt hierzu der internationale Straßenmalwettbewerb (seit 2024 erweitert zum Straßenkunstfestival), der alljährlich im Spätsommer von der niederrheinischen Stadt Geldern veranstaltet wird. Die 750-Jahr-Feier der Stadt Geldern war 1979 Anlass für die erstmalige Austragung. Er gilt als Dreh- und Angelpunkt der deutschen Straßenmalszene und als Publikumsmagnet.
Seit 2011 findet in Wilhelmshaven ein internationales Pflastermaler-Festival statt. Auf den Webseiten des Festivals sind für die Jahre seit der Gründung nicht nur die Arbeiten der Preisträger in den verschiedenen Kategorien (3D-Künstler, Freie Künstler bzw. Freie Kunst, Kopisten bzw. Kopie), sondern inzwischen auch alle Beiträge mit Bildern dokumentiert, sodass sie einen breiten Überblick über die Szene vermitteln. Zudem gibt es eine Seite mit Porträts der seit 2011 beteiligten Künstlerinnen und Künstler.
Bereits seit 1973 gibt es den Incontro nazionale dei Madonnari, einen traditionellen Wettbewerb, der jedes Jahr zu Mariä Himmelfahrt im norditalienischen Curtatone, Provinz Mantua veranstaltet wird. Bei diesem auf Kirchengrund stattfindenden Wettbewerb sind traditionell ausschließlich die christliche Religion betreffende bzw. zur Ikonografie der christlichen Kunst zählende Motive zugelassen.
In vielen Wettbewerben gibt es verschiedene Wettbewerbskategorien wie beispielsweise für 3D-Bilder, für Kopien bekannter Gemälde wie der Mona Lisa und in der freien Gestaltung, in denen die Künstler miteinander um die Gunst der Jury und des Publikums wetteifern. Hinzu kommen weitere Angebote wie an Kunst- und Musik-Sommerakademien und Exzellenswettbewerbe angelehnte Meisterklassen sowie Rahmenprogramme mit Kreativangeboten für Kinder und Jugendliche.